# Diomira Allegri
Margherita Allegri, suor Diomira (Firenzuola, 26 aprile 1651 – Firenze, 17 dicembre 1677), è stata una religiosa italiana, suora Stabilita nella Carità.

## Biografia
La famiglia Allegri era una delle più antiche di Firenzuola e verso il 1650 possedeva beni presso il convento dell'Annunziata e fuori di Porta Bolognese, dove oggi svetta la "croce degli Allegri", meta del pellegrinaggio annuale del 25 aprile da parte delle suore e degli abitanti di Firenzuola, che in tale data festeggiano anche la Madre del Buon Consiglio.
Margherita Allegri nacque a Firenzuola il 26 aprile del 1651 da Benedetto Allegri e Maria Nencetti, cristiani esemplari, i quali ebbero in totale nove figli, di cui quattro morti in tenera età: Girolamo fu poi vescovo di Cagli, Pier Domenico sacerdote secolare, e Teresa Antonia divenne “Stabilita”, con il nome di Suor Cammilla Diomira della Divina Provvidenza.
Le biografie presentano Margherita come una fanciulla di indole quieta e docile, dedita alla mortificazione e alla penitenza, incline alla vita di pietà e attratta dall'orazione mentale: ai giochi preferiva il silenzio, l'orazione e la contemplazione ai piedi dell'Immagine della Madonna del Buon Consiglio, da lei teneramente amata.
Oltre alla ricerca della penitenza e della mortificazione, praticate per impulso interiore e non per consiglio di una guida spirituale, dobbiamo ricordare il suo amore verso il Santissimo Sacramento dell'Altare: all'eucaristia, come ad unico centro, si rivolgeva continuamente con espressioni d'affetto ed era felice quando poteva accompagnare la madre in chiesa e stare davanti al tabernacolo.
Aveva circa otto anni quando a Firenzuola successe uno spaventoso terremoto: insieme alle altre case fu distrutta anche parte della casa degli Allegri e Margherita si salvò miracolosamente.
Margherita assistette con molto fervore e attenzione alle missioni cittadine predicate dai Padri Gesuiti. Durante la comunione generale uno dei predicatori ebbe modo di osservare il comportamento della fanciulla e fu colpito dal raccoglimento con cui assisteva al Sacrificio divino; terminata la Messa, volle interrogarla e, conosciuto il grande desiderio di ricevere l'eucaristia volle esaudirlo facendola accostare alla Comunione il giorno di Pentecoste.
Divenuta giovinetta, i genitori pensarono di scegliere un bravo ragazzo a cui affidare la figlia maggiore ma Margherita, udita la risoluzione, siccome anelava alla vita religiosa, provò tanto dolore che si ammalò gravemente. Alla fine il padre le permise di realizzare quanto desiderava.
Riacquistata la salute, ella pregò il Signore di essere illuminata nella scelta del monastero. Accolta a Boldrone, dalle monache Camaldolesi, Margherita percepì l'impossibilità di unire le opere della vita attiva con la contemplazione a cui si mostrava chiaramente attirata e comprese di non essere chiamata nell'ordine camaldolese ma in un altro istituto in cui c'era una maggiore frequenza dei sacramenti, in particolare dell'eucaristia.
Il confessore, riconosciuta in Margherita una certa preziosità di spirito che meritava il suo interessamento, si impegnò ancor più nella sua formazione: la trovò tanto pronta all'obbedienza che pensò di porla in una realtà in cui si viveva con maggiore fedeltà la perfezione religiosa. Egli volse il suo pensiero a due monasteri: quello di Santa Maria degli Angeli, sotto la Regola del Carmelo, ma del tutto autonomo dall'Ordine Carmelitano dal 1520, verso cui propendeva perché in esso era ancora vivo il ricordo delle stupende virtù di Santa Maria Maddalena de' Pazzi, e il convento delle Stabilite, la “Carità”, in Via della Scala; lasciò alla fanciulla la scelta ed essa optò per quello delle Stabilite, con una decisione scaturita dall'umiltà e dall'obbedienza.
Margherita fu accolta alla Carità il 24 giugno 1672 e, nonostante la salute precaria, il 5 febbraio 1673 fu accettata tra le Stabilite: il 14 agosto 1673 fece la vestizione religiosa, prendendo il nome di Suor Maria Margherita Diomira del Verbo Incarnato ed emise la promessa di “stabilità” preceduta dagli Esercizi di Sant'Ignazio.
Margherita conobbe qui le meditazioni sul mistero della Divina Incarnazione: ne divenne tanto devota che scelse come giaculatoria le parole “Verbum caro factum est”; da essa riceveva conforto e forza nelle tentazioni ed avrebbe voluto che il Papa la diffondesse applicandovi un'indulgenza perché tutti potessero arrivare a stimare il frutto spirituale da esso derivante. Durante la meditazione del mistero giunse alla convinzione che quanti aspiravano alla vita religiosa e all'unione con Cristo non potevano ricercare le comodità perché Cristo aveva riposato sul fieno. Ella iniziò così a cercare il suo riposo nel cuore piagato di Gesù, nel suo Costato, nell'umiltà e nella preghiera e, alla scuola del Verbo, imparò ancor più l'obbedienza e l'abbandono.
Dai quadernetti e dagli altri scritti è evidente che Suor Diomira si è lasciata “educare” dal Verbo che l'ha formata interiormente e resa simile a Sé chiamandola ad offrirsi, nell'umiltà e nell'obbedienza, per la salvezza delle anime.
La fama della sua santità si diffuse ben presto fuori della “Carità”: nobili dame, sacerdoti e vescovi andarono da lei per consigli ed aiuto.
Nel 1674, suor Diomira iniziò a partecipare ai dolori della Passione e il 3 marzo del 1677 tale partecipazione divenne più completa con l'impressione delle stimmate, durante un'estasi durata 26 ore.
La notizia delle stimmate fu riportata a corte e Violante di Baviera, che tante volte era andata da suor Diomira per ricevere consigli, inviò Francesco Redi, medico e letterato, per considerare il da farsi; lo stesso Redi dichiarò che tali piaghe non erano opera umana: solo chi l'aveva ferita, poteva risanarla.
Subito dopo la morte, avvenuta il 17 dicembre 1677, il dottor Fabbri, medico della comunità, chiese che fosse effettuata l'autopsia per constatare se la piaga del costato le aveva toccato il cuore: questo si presentò con una ferita più piccola di quella esterna.
Ben presto arrivarono alla Carità segnalazioni di miracoli e grazie; alcune sono anche recenti e in particolare a favore di bambini e giovani, per quanti si sono affidati a lei, e per le sue consorelle. Il 23 maggio 2008 si è riaperto il processo diocesano per la sua beatificazione. Per le Suore Stabilite, per gli amici e per quanti hanno partecipato, è stato un momento veramente particolare e di grazia.

## Scritti
La prima biografia di Suor Maria Margherita Diomira del Verbo Incarnato, della famiglia degli Allegri, fu pubblicata nel 1703 da monsignor Pier Luigi Malaspina, vescovo di Massa e Populonia, subito dopo la sua morte. Ne sono seguite altre ma l'opera che ci ha consentito di penetrarne la spiritualità è “Scritti e detti”, antologia di testi, divisi per argomento e trascritti in lingua corrente, con la prefazione di Don Divo Barsotti.
Per questa pubblicazione edita dalla Libreria Editrice Fiorentina, nel luglio 1979, sono stati trascritti alcuni testi autografi e parti dei quadernetti su cui Suor Reparata, con fedeltà, ha annotato quanto Suor Diomira, per obbedienza al padre spirituale, ha rivelato della sua vita interiore e di quanto il Signore le dava di penetrare. Questi scritti hanno aiutato a comprendere la profondità spirituale di Suor Diomira.
La sua grandezza non è nel dono delle visioni, delle estasi e delle rivelazioni o nelle grandi penitenze, ma nella piena disponibilità alla Grazia, nel desiderio di compiere “l'amabilissima volontà del Padre”, come il Verbo suo Sposo, nel lasciarsi plasmare ad imitazione di Cristo. Nelle visioni ed estasi si nota sempre un legame con la realtà, ella manifesta ansie e desideri, preoccupazioni e aspirazioni che ce la rendono vicina: il rinnovamento spirituale della Chiesa, l'amore e l'obbedienza ai pastori, la fedeltà ai Sacramenti, la santità dei religiosi e del clero, la salvezza delle anime, l'ansia missionaria, la carità e la delicatezza verso le sorelle, la fedeltà alle piccole cose, l'umiltà, la sponsalità e la maternità dell'anima consacrata.
Leggendo i quadernetti stupisce la profondità teologica delle rivelazioni, che sgorgano o dalla meditazione della Parola oppure da riflessioni sulla Liturgia. Gli scritti ci comunicano una grande verità: la santità sta nel dire sì, ogni giorno, al Signore che chiama attraverso le varie circostanze della vita e che si rivela nella Parola letta, proclamata e vissuta nella Chiesa, che educa e forma spiritualmente.. Nell'”età dell'amore” il Signore passa e ci chiama, poi.. ripassa, e passa ancora perché la risposta sia piena, sia risposta d'amore all'Amore che ci abbellisce con doni particolari e... ci rende unici.
Ecco una sua preghiera:
“Io, vilissimo vermicello della terra, prostrata nell'abisso del mio nulla, o Trinità Santissima, vi domando, per i meriti e valore del Sangue di Gesù, che slarghiate con la vostra onnipotente Grazia l'incapacità dell'anima mia, perché resti capace dell'amore e virtù esercitate dal mio Sposo Gesù Verbo Incarnato, perché lo possa conoscere e amare, benedire e imitare, lodare e ringraziare. Ma, o anima mia, si lodi Egli da se stesso poiché Egli solo conosce se stesso; Egli benedica, ami e goda se stesso: altri non potrebbero mai pienamente magnificarlo né ringraziarlo per quel tanto che egli opera in noi e per noi se non lo fa egli stesso poiché egli solo è capace di se stesso”.